# Phoenix Rising
Phoenix Rising (de vez en cuando denominados Phoenix Rising/Fire and Ashes) es un grupo musical español de power metal sinfónico procedente de Alcorcón (Madrid) y surgido en el año 2007 bajo el nombre Quinta Enmienda. El grupo ha confesado en alguna entrevista estar influenciado por bandas de la talla de Stratovarius, Rhapsody of Fire, Galneryus o Sonata Arctica.

## Biografía

### Quinta Enmienda
El grupo nació oficialmente en el año 2007 y su primer nombre fue Quinta Enmienda, como primer premio del concurso musical “¿Y tú qué tocas?” graban una primera demo y a partir de allí empiezan a moverse por los escenarios locales obteniendo críticas muy positivas.[cita requerida]
En 2009 son seleccionados para participar en un concierto tributo al mánager "Javier Gálvez" (junto a bandas nacionales como Saratoga, Muro y Medina Azahara) donde tocaron frente a más de 5000 espectadores. Su actuación en dicho tributo llamó la atención del productor Fernando Asensi (Opera Magna) que más adelante colabora en la grabación del primer disco "Ne Bis In Idem" en febrero de 2010. Este primer disco vio la luz en mayo de 2010 y al poco tiempo de ser publicado el teclista "Patxi" Quintanilla sale del grupo y es reemplazado por Jesús M. Toribio. Para promocionar el disco, el grupo tocó en numerosos festivales por el centro de España, destacando entre ellos el “Getafe Sonisphere” (2010), “Power Alive Fest“ y “Granito Rock“.

### Phoenix Rising/Fire and Ashes
A principios del año 2011, el grupo empezó a trabajar en su próximo álbum y las primeras demos terminaron convenciendo a Karl Walterbach (exlíder de Noise Records y actual de Sonic Attack) para ofrecerles un contrato. Tras una intensa charla respecto al tema, Quinta Enmienda cambia su nombre a Phoenix Rising con el fin de comenzar un proyecto internacional, lo cual les llevaría a grabar su próximo álbum "MMXII" en español e inglés. Finalmente "MMXII" sale a la venta en marzo de 2012.
En abril de 2012, el grupo anuncia un contrato con la prestigiosa discográfica japonesa Hydrant Music (3 Inches of Blood, Firewind, Llullacry, To/Die/For) y mediante dicho sello el disco es promocionado en Japón con contenido extra. 
Tras una intensa gira, la banda vuelve de nuevo a los estudios Scud Records durante el verano de 2013 para grabar la continuación de "MMXII". A pesar del plan inicial de editar el nuevo álbum durante el otoño de 2013, problemas con la oficina de management e importantes cambios en las altas esferas de sus actuales compañías discográficas, la salida se ve retrasada en sucesivas ocasiones. Finalmente el grupo decide de muto acuerdo rescindir el contrato que tenían vigente con "Sonic Attack" (ahora parte de SPV) para así volver a la autogestión y finalmente poder editar "Versus". El lunes 8 de septiembre de 2014 la banda publica, a través de su canal oficial de YouTube, el videoclip correspondiente al primer sencillo del disco, "Phoenix". La salida de "Versus" está prevista para el 20 de octubre de ese mismo año.

## Miembros

### Actuales
- Miguel González Calvo - voz y guitarra
- Daniel Martínez del Monte - guitarra y coros
- Jesús M. Toribio - teclados y orquestaciones
- Cristian Rodríguez - bajo
- Carlos Vivas - batería

### Pasados
- Francisco Jesús "Patxi" Quintanilla - teclados
- Sergio Martínez Vicente - bajo
- Iván Méndez - batería

## Discografía

### Quinta Enmienda
- 2010 - Quinta Enmienda - sencillo
- 2010 - Ne Bis In Idem - álbum

### Phoenix Rising
- 2012 - MMXII - álbum
- 2014 - Versus - álbum